# Taubenturm (Gouvix)

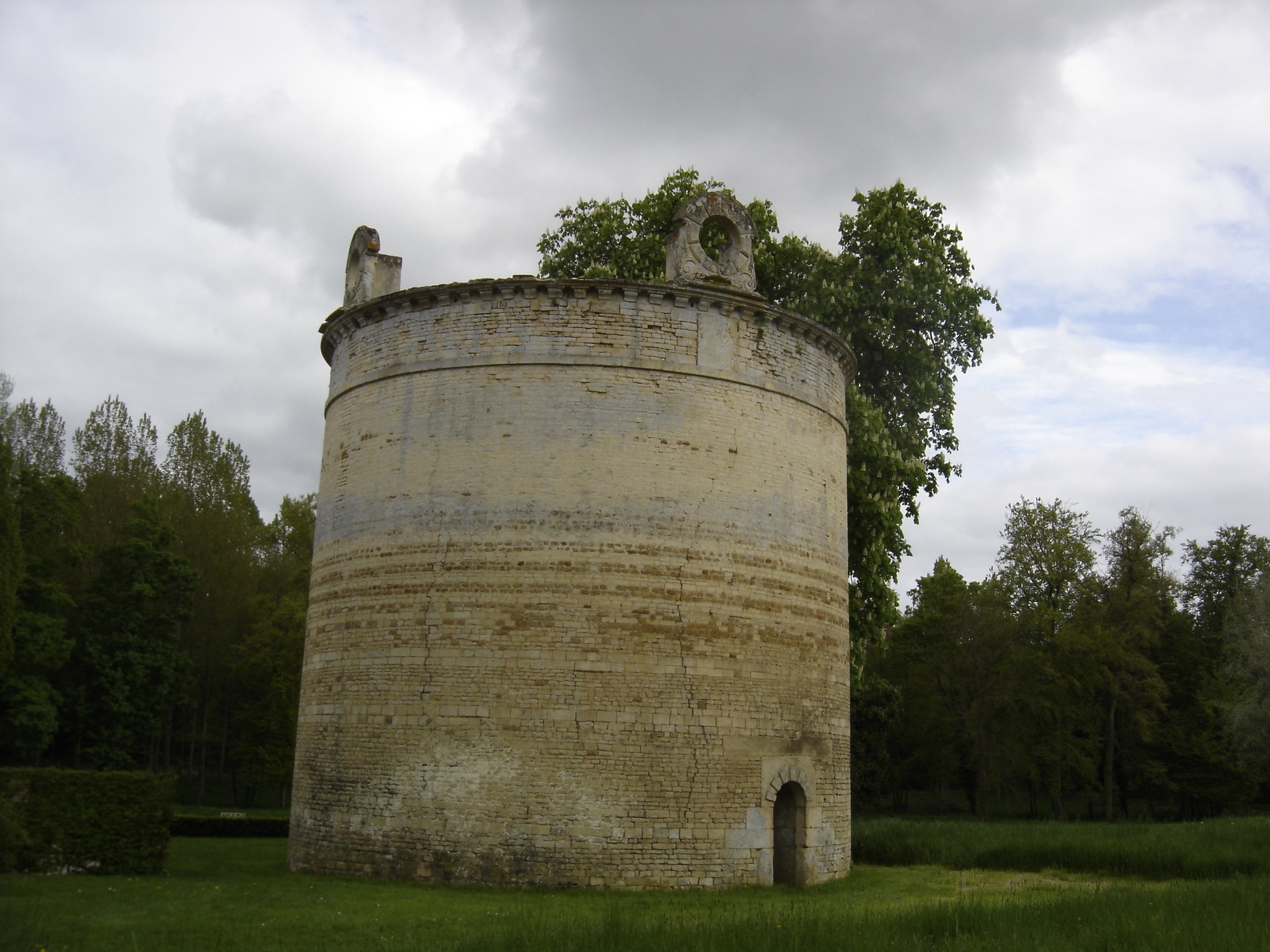
Taubenturm in Gouvix

Der Taubenturm (französisch colombier oder pigeonnier) in Gouvix, einer französischen Gemeinde im Département Calvados in der Region Normandie, wurde Anfang des 17. Jahrhunderts errichtet. Der Taubenturm steht als Teil des Château d’Outrelaize seit 2005 als Monument historique auf der Liste der Baudenkmäler in Frankreich.
Der runde Turm wird von einer Schieferdeckung abgeschlossen, auf der steinerne Rosetten angebracht sind.